# Roland Guillas
Roland Guillas, né le 23 septembre 1936 à Lorient (Morbihan) et mort le 9 novembre 2022 à Mérignac (Gironde), est un footballeur français.

## Biographie
Né à Lorient et formé au FCL, il fait carrière aux Girondins de Bordeaux. Arrivé à l’âge de 18 ans à Bordeaux, il hérite du surnom de « Petit Marin », en relation avec sa Bretagne natale. Sous la houlette de Salvador Artigas, entraîneur des Girondins, il éclot et exprime tout son talent de passeur et buteur, associé à Hector De Bourgoing dans l'attaque girondine.
Avant de devenir international, il se révèle aux yeux du grand public dans l'équipe de France militaire, quand celle-ci atteint la finale du championnat du monde militaire en 1958. Il est international français neuf fois, de 1958 à 1962. Milieu de terrain créatif de petite taille, vif et excellent dribbleur, il avait en particulier une grande maîtrise de la technique du coup de pied et de l’extérieur. À la suite d'un match international au Portugal, un journaliste local le surnomme le Petit Kopa. Il jouera à quelques reprises avec Raymond Kopa, son aîné, au point que l'association de ces deux joueurs créatifs en équipe de France soulèvera un débat récurrent dans la presse.
Lors de la saison 1959-1960, son club des Girondins est en proie à des difficultés financières, et Roland Guillas représente l'élément le plus courtisé de l'effectif girondin, tant en France qu'à l'étranger (Espagne et Italie). Pour la somme record de 40 millions d'anciens francs, il rejoint l'AS Saint-Étienne en juin 1960. Il y retrouve plusieurs joueurs qu'il a connu au bataillon de Joinville : Ferrier, Herbin, Tylinski. Il remporte la Coupe de France en 1962 avec l'ASSE en compagnie de Mekloufi et Rijvers. 
Son aisance technique balle au pied explique aussi la remarquable longévité de sa carrière, qui s'achève à 48 ans en DH et trouvera un prolongement au sein du Variétés Club de France ainsi qu’au sein du club des anciens Girondins qu'il préside en 2018. En compagnie de Pierre Bernard, autre ancien Girondin, il rejoint l’équipe commerciale de l’équipementier Adidas après la fin de sa carrière professionnelle de footballeur. Jusqu'à la fin des années 2010, il joue régulièrement au tennis-ballon au centre d'entraînement des Girondins de Bordeaux, avec d'autres anciens joueurs professionnels bordelais. 
A sa mort le 9 novembre 2022, Roland Guillas est salué par les Girondins de Bordeaux comme une  « véritable légende du club ».

## Palmarès
- International français A de 1958 à 1962 (9 sélections et 1 but marqué)
- Vainqueur de la Coupe de France en 1962 avec l'AS Saint-Étienne
- Vainqueur de Coupe de France en 2002 avec Lorient en tant que directeur technique